# Jacek Przybylski (polityk)
Jacek Przybylski (ur. 25 października 1943 w Wieluniu, zm. 5 listopada 2001) – polski działacz partyjny i państwowy, samorządowiec, w latach 1975–1980 naczelnik Wielunia, w latach 1982–1990 wicewojewoda sieradzki.

## Życiorys
Syn Aleksandra i Edyty. Kształcił się w Wieczorowym Uniwersytecie Marksizmu-Leninizmu. W 1968 wstąpił do Polskiej Zjednoczonej Partii Robotniczej, a w 1978 został członkiem Ochotniczej Rezerwy Milicji Obywatelskiej w Wieluniu. W latach 1975–1980 naczelnik miasta (od 1977 miasta i gminy) Wieluń, ponadto od 1976 wchodził w skład Komitetu Miejskiego (i Gminnego) PZPR w tym mieście. Ponadto od 1982 do 1990 pozostawał wicewojewodą sieradzkim. W III RP związał się z Sojuszem Lewicy Demokratycznej. W latach 1994–2001 zasiadał w radzie miejskiej Wielunia, w tym od 1994 do 1998 w zarządzie miasta.
Został pochowany na cmentarzu parafialnym w Wieluniu.